# Ficus salomonensis
Ficus salomonensis är en mullbärsväxtart som beskrevs av Rechinger. Ficus salomonensis ingår i släktet fikonsläktet, och familjen mullbärsväxter. Inga underarter finns listade i Catalogue of Life.